# La scuola dei desideri
La scuola dei desideri è un romanzo del 2005 della scrittrice Joanne Harris, già autrice di Chocolat (da cui è tratto l'omonimo film di Lasse Hallström con Juliette Binoche e Johnny Depp). Nel 2016 è uscito il seguito del libro, La classe dei misteri.

## Trama
Una serie di inspiegabili e fastidiosi eventi, inizialmente innocui e ridicoli, in seguito sempre più pesanti, comincia a pesare su St Oswald, una prestigiosa scuola privata inglese che vive un rapporto di generale distacco con la città, caratterizzata da grandi quartieri popolari dove il vandalismo dilaga, e trova il suo fulcro nella scuola statale di Sunnybank Park. Una sorta di cospirazione, proveniente direttamente da quel passato che la scuola pensava di aver sepolto, è in atto per sradicare alla base le radici dell'istituto privato, riportando alla luce quelle intaccature di fronte alle quali i responsabili della scuola hanno fatto finta di non vedere, solo per salvare il nome di St Oswald.
Ma ora nella partita è coinvolto anche il professore di lingue classiche Roy Straitley, sessantacinquenne e ormai vicino alla centuria, un uomo caratterizzato dai molti vizi che, pur scalzato dall'avanzata della tecnologia e privato del suo ufficio, viene collocato in un'aula condivisa fra tre nuovi professori, sarà l'unico a poter tornare a scavare nel passato per affrontare diritto e in faccia, nonostante le avversità, il pericoloso che sta rovesciando l'istituto.

## Edizioni
- Joanne Harris, La scuola dei desideri,  pp. 445 p. prima edizione in italiano rilegata, ISBN 88-11-67871-4, (prima edizione in italiano, rilegata).